# Parc Nacional de Boukornine
El Parc Nacional de Boukornine (àrab: الحديقة الوطنية ببوقرنين, al-Ḥadīqa al-Waṭaniyya bi-Bū-Qurnīn) és un parc natural de la governació de Ben Arous, a Tunísia, prop de Hammam Lif, declarat Parc Nacional per un decret de 17 de febrer de 1987 i amb una superfície de 1.939 hectàrees.
El lloc voreja el litoral nord i constitueix l'acabament del Dorsal tunisià. El Djebel Boukornineté una altura màxima de 576 metres al pic de Bordj Cédria i està format per afloraments del calcari juràssic, resistents, plegats i plens de faldes; al cim són terrenys calcaris del cretaci menys resistents en conjunt.
La flora inclou més de 600 espècies amb una espècie dominant, la tuia de Barbaria, un arbust resinós; en aquest lloc és l'únic del Magrib on es troba una planta herbàcia tubèrcul endèmic, el ciclamen de Pèrsia, i fins a una dotzena d'orquídies i tulipes salvatges.
La fauna inclou 25 espècies de papallones, més de 50 espècies d'ocells, incloent alguns rapinyaires, i 25 espècies de mamífers, entre els quals el mamífer més petit del món, la musaranya etrusca. S'hi han reintroduït els cérvols de Barbaria, les gaseles de muntanya i els carners salvatges.
Fa 150 milions d'anys la regió era sota el mar i s'han trobat nombrosos fòssils marins. Els cartaginesos i romans van deixar rastres de la seva presència com un temple de Baal i altres ruïnes antigues. A la font d'Aïn Zarga s'hi fa una peregrinació cada primavera. El 1926 Arthure Pellegrin va escriure diversos poemes inspirats en aquestes muntanyes.